# Al Thumama Stadium
Al Thumama Stadium – stadion piłkarski w Dosze, stolicy Kataru. Został otwarty 22 października 2021 roku. Obiekt może pomieścić 40 000 widzów. Stadion był jedną z aren piłkarskich na Mistrzostwach Świata 2022.
Pierwotnie w miejscu stadionu planowana była budowa zupełnie innego stadionu piłkarskiego. Miał on pomieścić 11 000 widzów, a większa część trybun miała znajdować się pod trawiastą kopułą. Jedynie trybuna główna po stronie zachodniej miała w charakterystyczny sposób wznosić się wysoko ponad teren. Nietypowy projekt obiektu budził skojarzenia z laptopem. Budowa tego obiektu rozpoczęła się w 2008 roku, jednak została wstrzymana we wczesnym stadium. Po wyborze Kataru na gospodarza piłkarskich mistrzostw świata w 2022 roku teren nieukończonej inwestycji postanowiono przeznaczyć pod budowę nowej, znacznie większej areny, na której miałoby odbyć się część spotkań turnieju.
Budowę stadionu rozpoczęto latem 2016 roku. Uroczysta inauguracja areny miała miejsce 22 października 2021 roku, przy okazji meczu finałowego o Puchar Kataru (Al-Sadd – Ar-Rajjan 1:1, k. 5:4). W grudniu 2021 roku na stadionie rozegrano cztery spotkania fazy grupowej, jeden ćwierćfinał oraz jeden półfinał Pucharu Narodów Arabskich 2021. Na przełomie listopada i grudnia 2022 roku obiekt był jedną z aren piłkarskich Mistrzostw Świata 2022. W ramach tego turnieju na Al Thumama Stadium rozegrano sześć spotkań fazy grupowej, jedno spotkanie 1/8 finału oraz jeden mecz ćwierćfinałowy.
Obiekt powstał na planie koła, a jego ozdobna, biała elewacja inspirowana jest tradycyjnym arabskim nakryciem głowy. Pojemność stadionu wynosi 40 000 widzów, a trybuny niemal w całości przykryte są dachem. Po mistrzostwach świata górny poziom trybun ma zostać zlikwidowany, a w jego miejscu powstanie taras i obiekty o przeznaczeniu usługowo-rekreacyjnym. Pojemność areny ulegnie redukcji do 20 000 widzów.